# フレンチコネクション

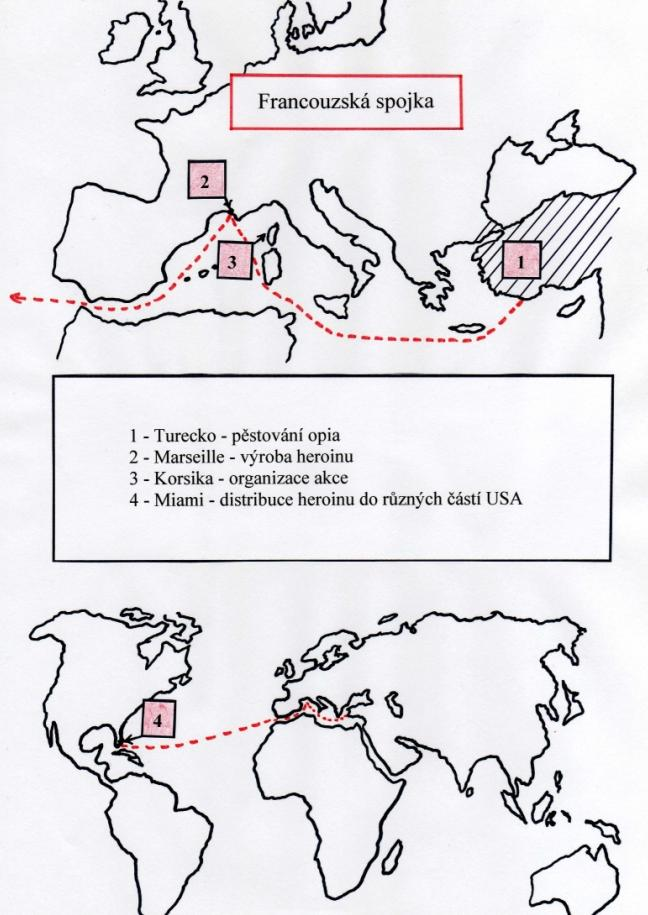
フレンチコネクション

フレンチコネクション（French Connection）は、かつて存在した麻薬の密輸ルート。トルコで生産されたヘロインをフランスを経てアメリカに密輸していた。別名コルシカコネクションとも呼ばれた。映画『フレンチ・コネクション』の題材となっている。

## 概要
単一の組織ではなく、マルセイユ、パリまたボルドーやル・アーブルに根付くグループや多数のネットワークである。インドシナ（現ベトナム、ラオス）、トルコ、フランス委任統治領レバノン、フランス委任統治領シリア、からフランスにモルヒネベースで輸入し、南フランスに点在するラボでヘロインに作り変え、アメリカ（マイアミ）やカナダへ渡った。当時のフランスの密売人は、アメリカの犯罪組織の主要サプライヤーであり、コルシカの組織犯罪は中心的な役割を果たした。
このシステムは1930年代にマルセイユのギャング、ポール・カーボンとフランソワ・スピリットによって小規模に考案された。1950年代から60年代にドラッグ市場が急成長する前のフランスのギャングスター、アントワーヌ・ゲランの統治時代にアメリカへ出荷されたヘロインはフレンチコネクションをすべて合わせて、月平均270Kg  にのぼる。1970年には、フレンチコネクションの密売は年間40～44トン、米国のヘロイン消費量の90％だと推定される。
Auguste Ricord, フランソワ・スピリット, Jean-Baptiste Croce, Joseph Cesari (ヘロインを用意した化学者), Paul Mondoloniらはフレンチコネクションの主要人物である。アメリカンマフィアのゴッドファザーであるラッキー・ルチアーノ（本名サルヴァトーレ・ルカーニア）とマイヤー・ランスキー（本名マイェル・スホフラニスキ）と取引をしていた。Auguste Ricordの仲介によるフレンチ・ゲシュタポ（la Carlingue）から財政支援をされていた。

## 歴史

### 1898から1930年代
1898年にフランス支配下のベトナムで、後のフランス共和国大統領で当時インドシナ総督であったポール・ドゥメールは同化政策を推進し、南にアヘン専売公社を作ることを決める。当時の政権はアヘンの製造、販売に関わっていた。
これは植民地での財政収入の3番目を占めた。サイゴンで、ドゥメールは、アヘンの精製所の効率化を構築した。
政府はアヘン政策に焦点を当て、植民地の収支予算を黒字に安定させた。 1912年の初のアヘン貿易を根絶するための国際会議でハーグ万国阿片条約に署名をしていたにもかかわらず、
フランス領インドシナ当局は生産を続けた。
1930年代頃にブレーズ・サンドラール（Blaise Cendrars）はマルセイユでの密売アヘンがインドシナで売られている公式アヘンより安いことを言及している。これはインドシナ公社の倉庫から定期的に強盗されてマルセイユ行きの船に隠されて渡り、マルセイユのバーなどに集められていたからである。

### 1930年代から第二次世界大戦
20世紀初頭以降コルシカ人の船乗りたちはサイゴン―マルセイユ間を運航して半精製されたヘロインを地道に送っていた。1937年マルセイユ近くで最初の違法ラボが発見された。このラボは、当時のマルセイユのゴッドファーザーであるコルシカ島出身のポール・カーボンによって設立され、東洋アヘンを輸入し、ヘロインに加工し、アメリカに輸出していた（インドシナではフランスのアヘン公社を通じて販売され、フランスの委任統治領であったレバノン、シリア、トルコでは製薬会社のラボにケシの実を販売することが合法で農家は栽培を許されていたが、過剰生産分が違法に輸出されていた。）。フランソワ・スピリット含むコルシカ・マフィア（ミリュー・コルス、ユニオンコルス）はヘロインの国際取引のアメリカ市場への侵入を練り上げていた。他方、アメリカンマフィアのボス、ラッキー・ルチアーノは、米ユダヤ人のイーディッシュコネクション（別名 コーサ・ノストラ/Jewish mob）と中国の犯罪組織「三合会」による独占を排除し、利益の少ない酒の密売から麻薬販売に方向転換を考えた。これらのネットワークをフレンチコネクションと呼んだ。
第二次世界大戦中、ヴィシー政権下のインドシナ政権はインドシナのアヘン貿易の予算に重きを置き続け、1940年には7.5トン、1944年には60トン以上を生産した。地中海のハブであったマルセイユはヨーロッパに入ってくる非合法的な製品、特にヘロインの入り口となった。
戦後1947年2月5日、3㎏のヘロインがコルシカ人水兵から押収された。実のところ、フランス・マフィア（milieu）が徐々にアヘンの国際取引に不可欠の存在となっていることが明らかになる。1947年3月17日には13kgのヘロインがサントロペの汽船から押収される。1949年1月7日には23kg以上のヘロインとアヘンがフランスの船Batistaから押収された。

### 1950年代：麻薬取引の拡大
戦後シチリアやナポリのマフィアはアメリカの諜報機関CIAやSDECEは共産圏の影響からマルセイユの港を守る目的で協力をした。マルセイユの港湾労働者はインドシナにおいてフランス軍と戦うための武器を船に積むことを拒否した。報復として、港湾当局は、マルセイユの800人の港湾労働者（ドッカーズ）を解雇することを決めた。1950年3月10日に4000人のドッカーズ、労働総同盟を含めた労働組合が連帯して、大規模なストライキを行った。2週間後、全てのフランス人のポートがブロックされるが、フランス政府、 CIA、ゲリーニ、ラッキー・ルチアーノは、共産主義者たちのストライキを止めることに利益が合致したので手を組む。（当時のマルセイユは市役所が社会主義、港は社会主義であった。）ストライキを中止させるために アーヴィング ブラウン (米労働組合のメンバーでもありCIAでもある)により刑務所から犯罪者を解放し、彼らは40日後港を奪還させた。
その為、政府は彼らのすべての犯罪取引に目をつぶった。
ルチアーノはヘロイン密売の為、コルス・マルセイユの一味と提携し、マルセイユにモルヒネベースをインドシナからトルコを経て運ぶグループを構築した。ヘロインへの加工は、マルセイユとその周辺での秘密ラボで行われ、マルセイユのヘロインはほぼ98%純度の高品質で有名だった。（当時の他の国では60-70%であった。）
この時、コーサノストラの支配下にあった「フレンチシシリアコネクション」は加工ラボとして発達していった。

### 1960年代：麻薬取引の絶頂期
1960年10月3日、の反麻薬エージェントは、« white horse »と呼ばれるヘロイン350万ドルを押収し、グアテマラ大使マウリシオ・ロザルを含む4つの密輸業者を逮捕、ベルギー、オランダ、ルクセンブルクへのヘロイン密売ルートがあることが分かる。これはベイルートからモルヒネベースで密輸されマルセイユに渡ったものだった。1960年の連邦捜査局の報告によると、フランスと米国間で年間1200から2300Kgのヘロインが取引されたと推定される。フランスの密売人は、市場の80-90％の需要を満たしていた。1962年には車の販売を使ってのヘロインの密輸ルートが判明し、22㎏のヘロインが車から押収された。これは後に映画『フレンチ・コネクション』の題材となった。
1964年10月には、フランス警察がフレンチコネクションの中で最も有名な化学者ジョセフ・カザリを逮捕した。1970年代には、米国当局はコルシカマフィアをコーザノストラよりも危険と見なしていた。1970年代に、米国当局はフランシスキ、オルシーニ、ベンチュリ、ロッティとゲリーニなど、15組のコルシカのマフィアを列挙した。ポール・カーボンとフランソワ・スピリットの死後、国際ヘロイン取引は1960年代半ばにGuerini兄弟によって取って代わった。

### 1970年代とフレンチコネクションの崩壊
1970年のアメリカでのヘロイン消費は49トンと推定される。同年9月Richard BerdinはNYでフランス人密売人が90㎏の純正ヘロインを売り渡そうとしていたところを逮捕し、彼は40人からなるそのネットワークを白状した。1972年6月29日アメリカからの圧力によって、トルコ政府は完全にアヘンの生産を停止することに合意した。1972年2月にから14ヶ月の期間にわたって、マルセイユやその近郊の6つの主要なヘロイン加工研究所は解体される。麻薬関連の逮捕は1970年の57件から1972年の3016件にのぼる。フレンチコネクションの2大グループヴィンセントパパのファミリーとルッケーゼ・ファミリーのメンバーは、ニューヨーク市警の警察官を多数買収していた。アメリカ、フランス、カナダおよびイタリア当局の協調行動がフランスのコネクションの解体を可能にした。

### 参考リンク
- Thierry Colombié ブログ